# Макдугалл, Надин
Надин Сильвия Ада Макдугалл (англ. Nadine Sylvia Ada McDougall; 5 июня 1908 — 6 июня 2000), также известная как вторая морганатическая супруга Князя Императорской Крови Андрея Александровича, была британской аристократкой и наследницей, она была владелицей и хозяйкой Провандер-хауса в Кенте, который она унаследовала от своей материнской семьи.

## Биография

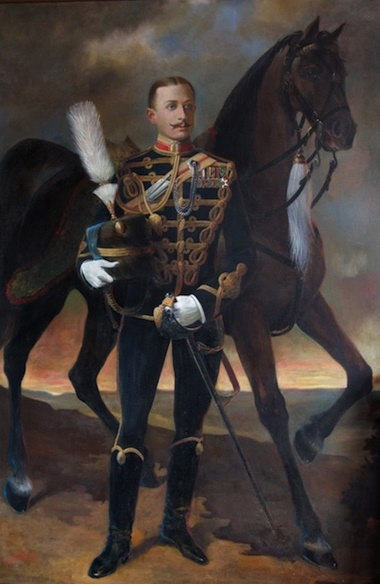
Отец Надин: Герберт Макдугалл из поместья Каустон.

Надин Сильвия Ада МакДугалл родилась в Лондоне 5 июня 1908 года. Член клана МакДугалл, она была старшей из трех дочерей подполковника Герберта Макдугалла из поместья Коустон и Сильвии Нордштейн. Её отец был офицером британской армии, а мать была финской наследницей. Бабушкой и дедушкой Надин по материнской линии были наследница Констанс Патерсон Боргстрем и бизнесмен и дипломат Эмиль Боргстрём. Её прадед, Хенрик Боргстрем, был финским государственным служащим. Семья её отца была богата благодаря успеху в мукомольном бизнесе, начатом сэром Джоном Макдугаллом.Сестра Надин, Памела, позже вышла замуж за Джорджа Генри Миллес-Лейда, 4-го графа Сондса. Она выросла в семейном поместье Провендер-Хаус в Кенте. Дом был известен как охотничий домик Эдварда, Чёрного принца.Надин отправили учиться в школу-интернат, когда ей было восемь лет.

## Семья
Во время пребывания в замке Балморал она была представлена князю Императорской Крови Андрею Александровичу, сыну Великого князя Александра Михайловича и Великой княгини Ксении Александровны.Князь Императорской Крови Андрей был племянником царя Николая II в России и правнуком царя Николая I.
Она и князь Андрей объявили о своей помолвке 18 июня 1942 года. Они поженились на англиканской церемонии,которую возглавил архиепископ Кентерберийский Уильям Темпл в церкви Святой Марии в Нортоне, Кент, 21 сентября 1942 года. На ней присутствовали три пажа:её племянник,виконт Троули; Роберт Мерсер,племянник сэра Нила Ричи и Джереми Пембертон, сын полковника Дугласа Пембертона. Надин была одета в белое атласное платье со шлейфом и головной убор из русского жемчуга с тюлевой вуалью. В Шельдвиче последовало русское православное венчание под председательством архимандрита Николая, бывшего наставника детей Николая II.Поскольку её отец служил в Африке во время её свадьбы, её отдали на англиканской церемонии её дядя, майор Артур Макдугалл, и сэр Роберт Ходжсон на русской православной церемонии. В доме её сестры и зятя, Лис Корт,состоялся прием. После замужества она была известна как Е.В. Княгиня Императорской Крови Надин Романовна, однако не признавалось ветвью «Кирилловичи». Надин была второй женой князя Андрея, его первая жена Элизабетта ди Сассо Руффо умерла во время Второй мировой войны. У них в 1950 году родилась дочь, княгиня Ольга Андреевна.
В 1949 году она и её муж переехали в Провендер-хаус, который она унаследовала от матери. Дом ранее был реквизирован британской армией во время Второй мировой войны, но позже был возвращен Надин. Как хозяйка Провандер-хауса, она отремонтировала дом и покрасила камины в кремовый цвет. Надин отказалась отправить дочь в школу, поскольку ненавидела собственное обучение, и вместо этого наняла частных репетиторов на дом. Она пыталась устроить помолвку между своей дочерью и Чарльзом, принцем Уэльским, который приходился родственником её мужу. В 1967 году она добилась того, чтобы её дочь была указана в Хопер Базар как одна из шести иностранных принцесс, подходящих кандидаток на свадьбу с принцем Уэльским. Надин умерла в Провендер-Хаусе 6 июня 2000 года. Она была похоронена на кладбище Святой Марии в Нортоне, Бакленде и Стоуне.

## Дети
Ольга (род. 1950), президент «Объединения рода Романовых» с 3 декабря 2017г. по 31 марта 2023г.,младшая морганатическая дочь Князя Императорской Крови Андрея Александровича, в 1978 году вышла замуж за Томаса Мэтью (Thomas Mathew, род. 1945), развелись в 1989 году. Четверо детей:
- Николай Мэтью (род. 6 декабря 1976) — в 2002 году женился на Джудит Аирд Стенли (род. 1976), двое детей в браке:
  - Томас Мэтью (род. 2004).
  - Изабелла Мэтью (род. 2011).
- Фрэнсис Мэтью (род. 26 сентября 1978).
- Александра Мэтью (род. 20 апреля 1981).
- Томас Мэтью (27 ноября 1987 — 20 апреля 1989).